# 蚌埠公交微1路

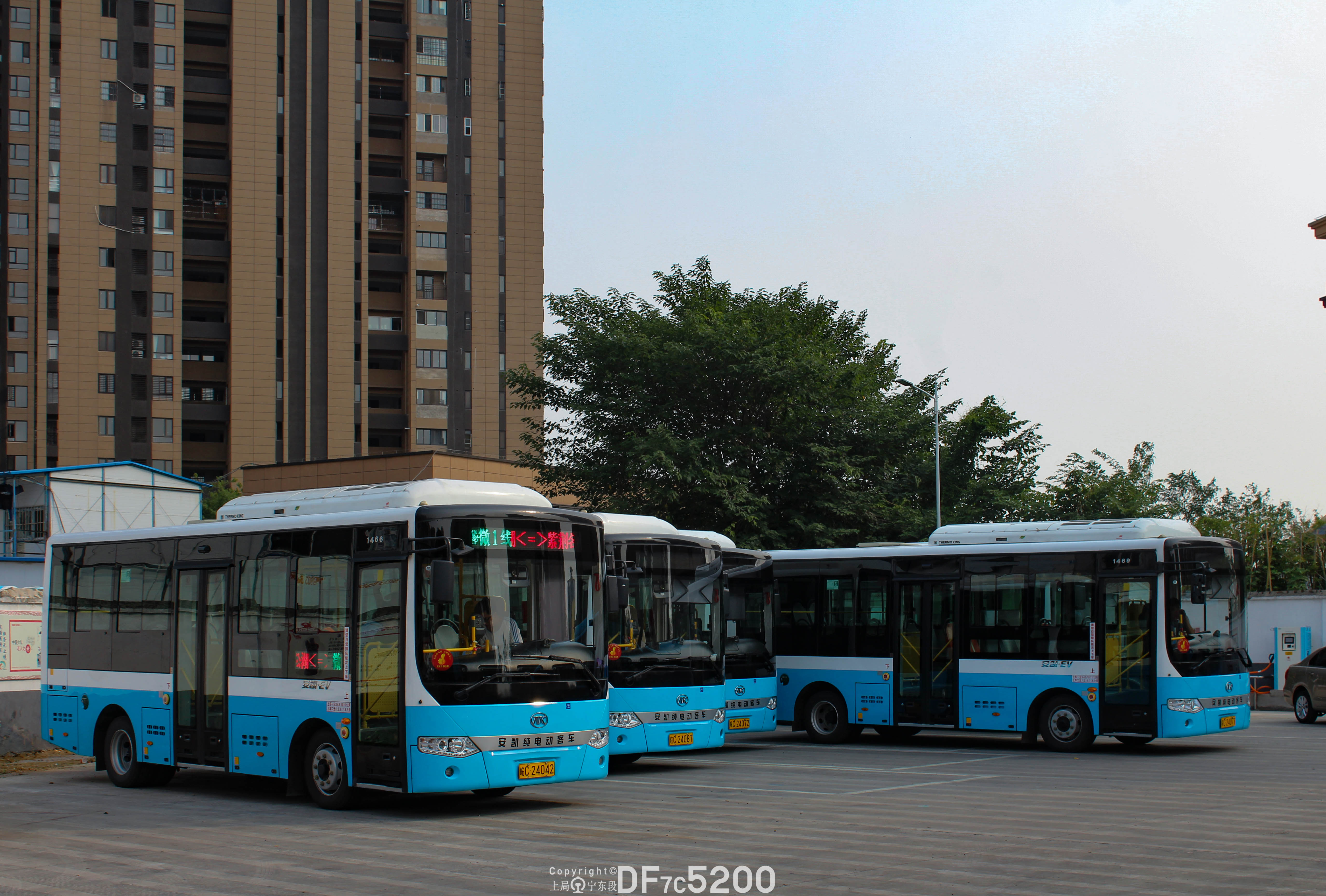
蚌埠公交微1路在张公湖首末站

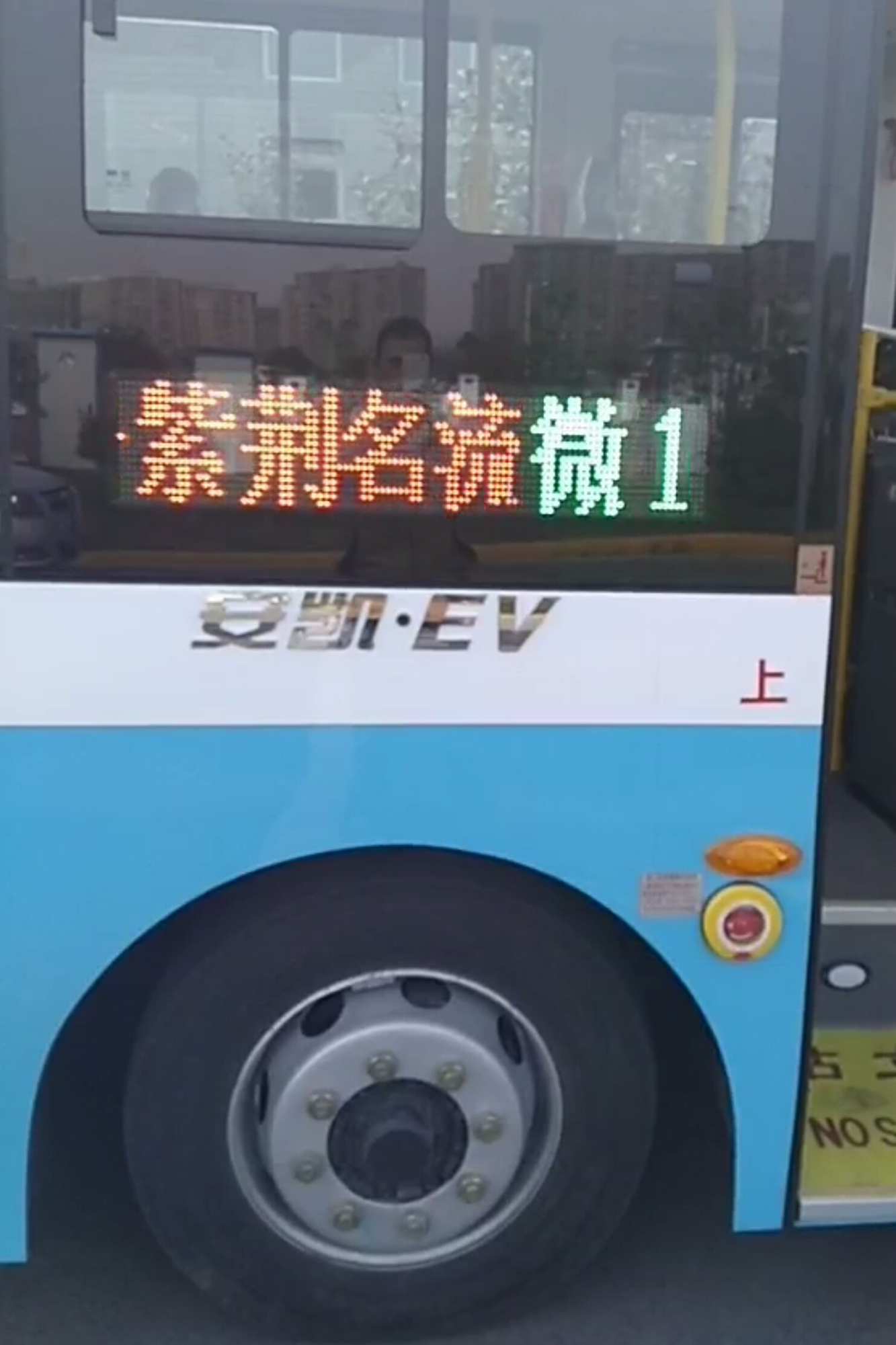
蚌埠公交微1路的LED屏

蚌埠公交微1路，是中国安徽省蚌埠市的一条社区巴士线路，使用8米纯电动空调车。由张公湖首末站开往紫荆名流二期东门，由蚌埠市公共交通集团有限公司运营、管理。

## 历史

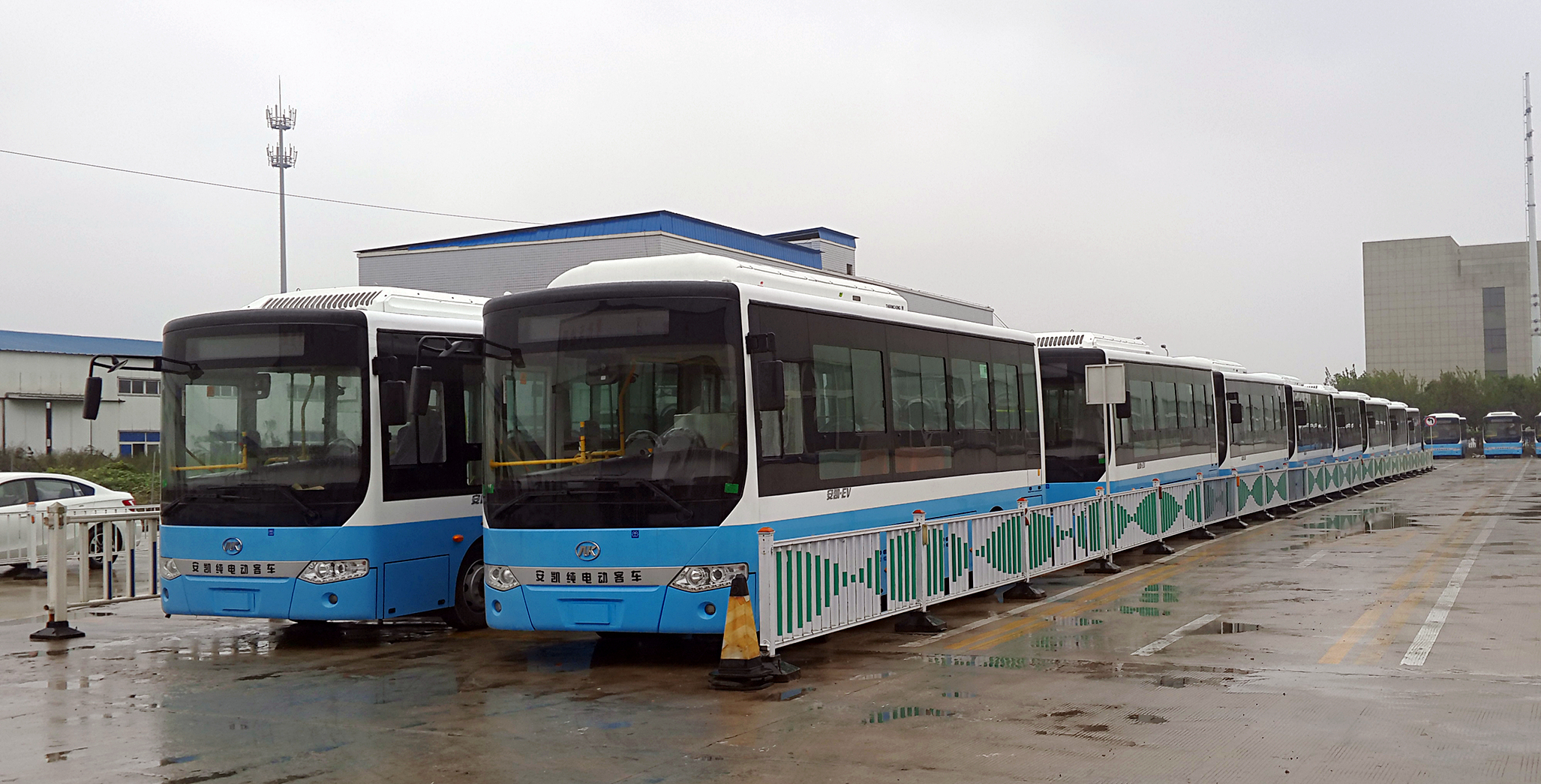
整装待发的微1线车辆
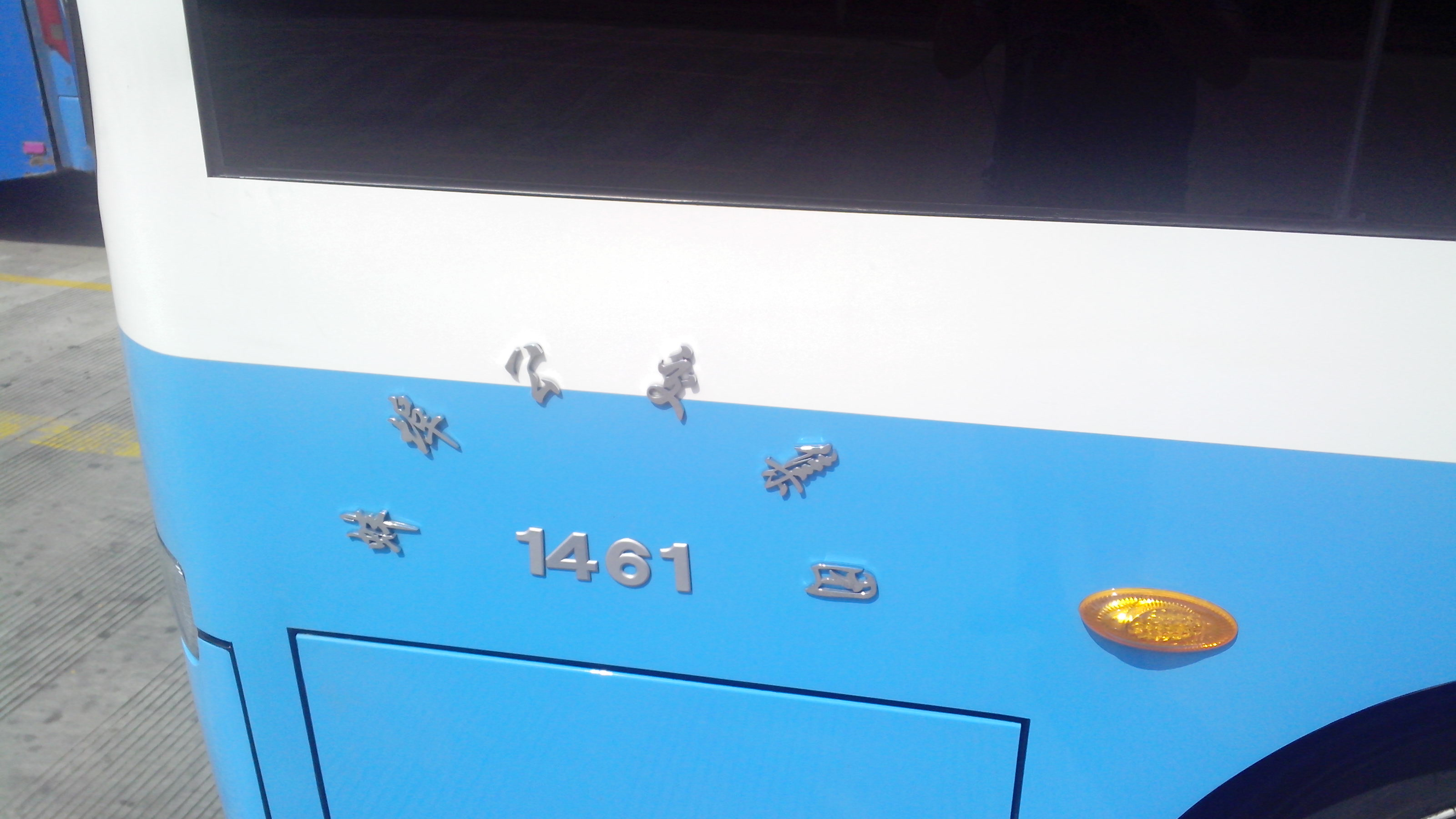
2016年开始微1线使用的车辆
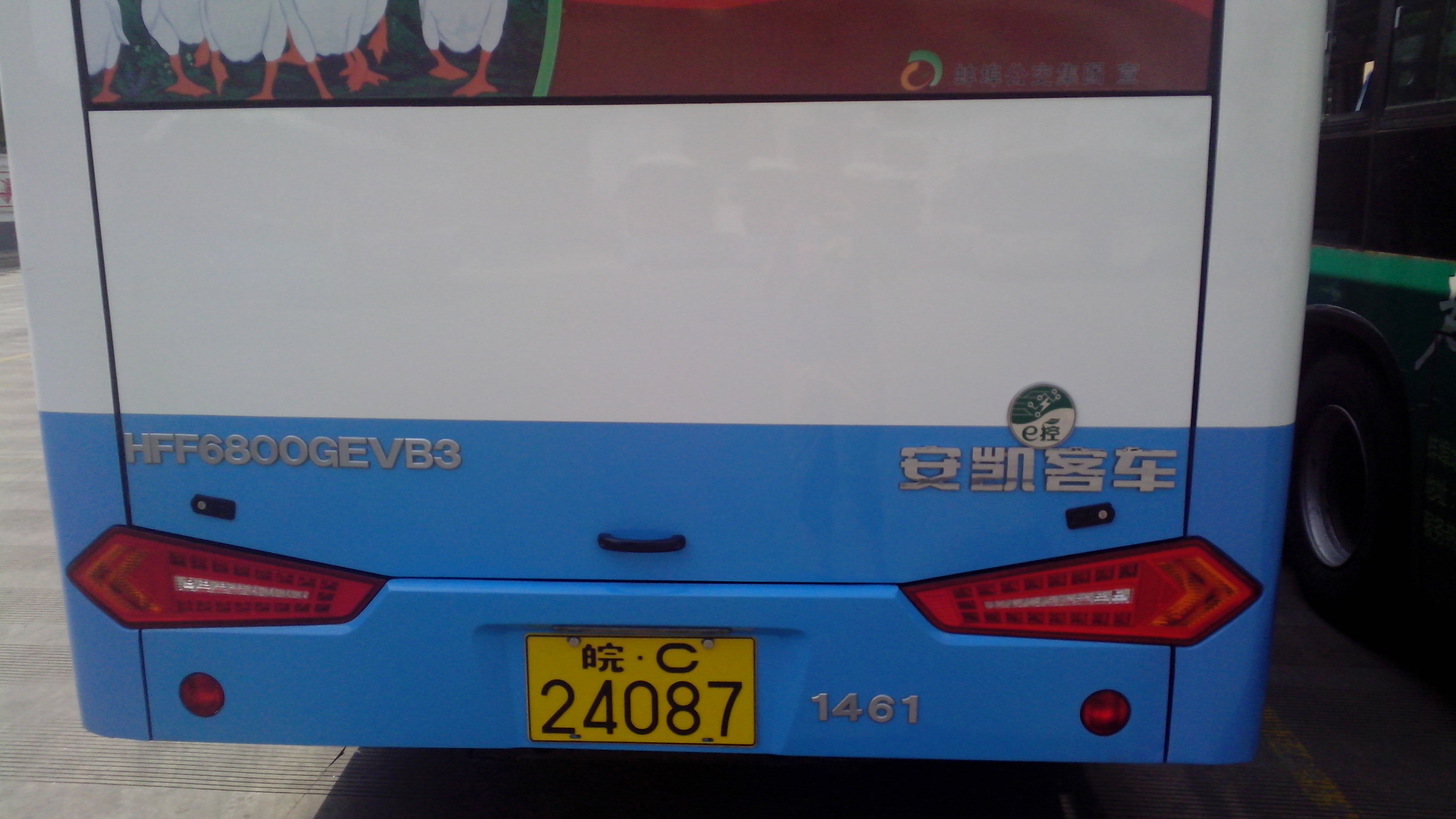
微1路配属的安凯HFF6800GEVB3车辆

- 2016年12月，蚌埠公交集团为方便市民乘公交出行，解决部分路段公交盲区，解决长期以来红旗一路、体育路等常规公交无法全覆盖的问题，同时贯通航华路南北方向公交通行，我市首条微公交线路微1线将于2016年11月18日上线运行，该线路由张公湖开往紫荆名流方向。[2][3]
- 2017年6月18日起，蚌埠公交112路、118路、微1路改线。自张公湖方向发车的微1线部分路段走向，由原体育路—航华路调整为体育路—马场湖路—蓝天路—航华路。延伸后增设香堤荣府、和谐家园、二实小东校公交站，取消蓝天花园公交站。[4]
- 2018年年3月16日起，体育路延安路-中荣街路段封闭施工，受施工影响，微1路由体育路直行调整为工农路-胜利路-延安路-体育路。线路临时调整期间将不再停靠“第一实验学校南”、“第三人民医院南”、“体育场东”站；临时停靠“第一中学”、“第一实验学校”单边、“第三人民医院”、“津浦大塘”站。[5]

## 站点

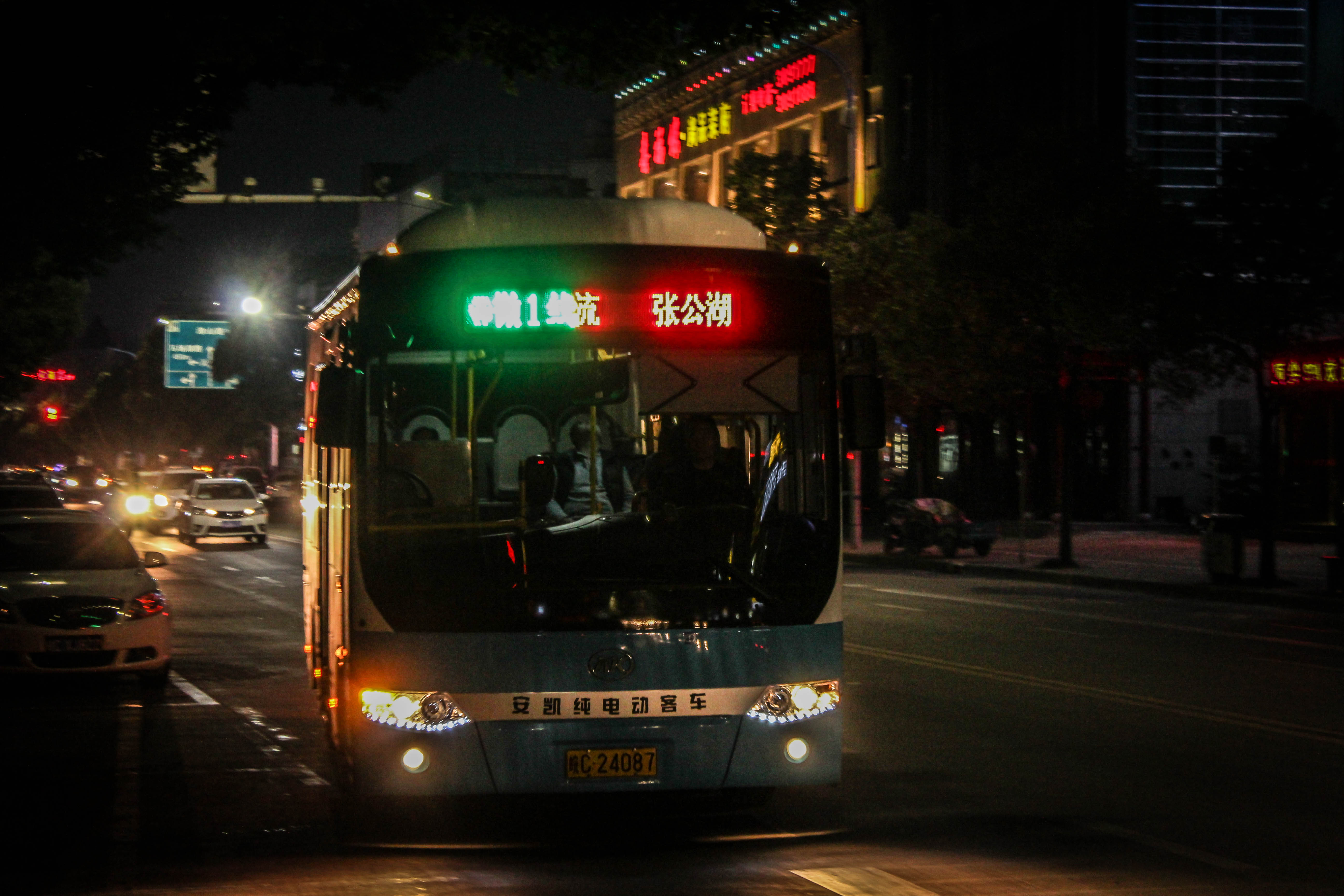
微1路停靠在华海商城站

### 途径站
- 往紫荆名流二期东门： 张公湖首末站 - 第一人民医院门诊部 - 黄山花园 - 东海七村 - 新天地菜市场 - 第一实验学校南 - 第三人民医院（体育路） - 体育场 - 华海商城 - 百合公馆 - 房地产交易中心 - 香堤荣府 - 和谐家园 - 二实小东校 - 金山花园 - 紫荆名流一期东门 - 紫荆名流二期东门
- 往张公湖首末站 ： 紫荆名流二期东门 - 幕远学校 - 紫荆名流（西） - 紫荆名流（北） - 金山花园 - 二实小东校 - 和谐家园 - 香堤荣府 - 房地产交易中心 - 百合公馆 - 华海商城 - 育场 - 第三人民医院（体育路） - 第一实验学校南 - 新天地菜市场 - 东海七村 - 黄山花园 - 第一人民医院门诊部 - 张公湖首末站[6][7][8][9]

### 换乘站
以下内容均统计自：蚌埠市公共交通集团有限公司营运线路一览表
- 张公湖首末站：101路（张公湖首末站）,123路（张公湖（外））,138路（张公湖（外）），学生专线2路（张公湖（外））
- 第一人民医院门诊部：102路,104路,111路,119路（单边）,120路,121路,135路（单边）,150路,城际公交302路
- 体育场：123路（外）
- 金山花园：116路，150路，学生专线1路
- 幕远学校：106路
- 紫荆名流北：学生专线1路

## 票价
- 未持卡乘客普通车投币1元，空调车投币2元。
- 持普通电子钱包卡普通车0.9元/次，空调车1.8元/次。
- 持学生月票卡普通车0.18元/次，成人卡0.36元/次，空调车加1元。
- 持老人卡、拥军卡、爱心卡的乘客免费乘车。[10]

## 资料来源
1. ↑  .   [2017-07-02]. （原始内容存档于2017-08-02）.
2. ↑  .   [2017-07-02]. （原始内容存档于2019-07-22）.
3. ↑  .   [2017-07-02]. （原始内容存档于2019-07-23）.
4. ↑  蚌埠公交112路 118路 微1路改线
5. ↑  .   [2018-03-18]. （原始内容存档于2018-03-18）.
6. ↑  .   [2017-07-02]. （原始内容存档于2017-08-22）.
7. ↑  .   [2017-07-02]. （原始内容存档于2017-07-07）.
8. ↑  .   [2017-07-02]. （原始内容存档于2017-07-08）.
9. ↑  .   [2017-07-02]. （原始内容存档于2019-07-23）.
10. ↑  .   [2017-07-02]. （原始内容存档于2018-03-09）.